# S/2003 J 16
S/2003 J 16 ist einer der kleineren Monde des Planeten Jupiter.

## Entdeckung
S/2003 J 16 wurde am 6. Februar 2003 von Astronomen der Universität Hawaii entdeckt. Der Mond hat noch keinen offiziellen Namen erhalten – bei den Jupitermonden sind dies in der Regel weibliche Gestalten aus der griechischen Mythologie –, sondern  wird entsprechend der Systematik der Internationalen Astronomischen Union (IAU) vorläufig als S/2003 J 16 bezeichnet.

## Bahndaten
S/2003 J 16 umkreist Jupiter in einem mittleren Abstand von 20.957.000 Kilometern in 616 Tagen, 8 Stunden und 38 Minuten. Die Bahn weist eine Exzentrizität von 0,2246 auf. Mit einer Neigung von 148,5° gegen die Laplace-Ebene ist die Bahn retrograd, das heißt, der Mond bewegt sich entgegen der Rotationsrichtung des Jupiters um den Planeten. 
Aufgrund seiner Bahneigenschaften wird S/2003 J 16 der Ananke-Gruppe, benannt nach dem Jupitermond  Ananke, zugeordnet.

## Physikalische Daten
S/2000 J 16 besitzt einen Durchmesser von etwa 2 km. Seine Dichte wird auf 2,6 g/cm³ geschätzt. Er ist vermutlich überwiegend aus silikatischem Gestein aufgebaut.
Er weist eine sehr dunkle Oberfläche mit einer Albedo von 0,04 auf, d. h., nur 4 % des eingestrahlten Sonnenlichts werden reflektiert.